# کوه آمچاد
کوه آمچاد (به فرانسوی: Mount Amchad) یک کوه در مراکش است که در Errachidia Province, Morocco واقع شده‌است. کوه آمچاد ۱٬۲۳۸ متر بالاتر از سطح دریا واقع شده‌است.